# Saint-Mélany
Saint-Mélany – miejscowość i gmina we Francji, w regionie Owernia-Rodan-Alpy, w departamencie Ardèche.
Według danych na rok 1990 gminę zamieszkiwało 98 osób, a gęstość zaludnienia wynosiła 9 osób/km² (wśród 2880 gmin regionu Rodan-Alpy Saint-Mélany plasuje się na 1523. miejscu pod względem liczby ludności, natomiast pod względem powierzchni na miejscu 1054.).

## Populacja

Populacja Saint-Mélany w latach 1962-2008